# موری کش
موری کش، روستایی از توابع بخش باشت شهرستان گچساران در استان کهگیلویه و بویراحمد ایران است.

## جمعیت
این روستا در دهستان کوهمره خامی قرار دارد و براساس سرشماری مرکز آمار ایران در سال ۱۳۸۵، جمعیت آن زیر سه خانوار بوده‌است.